# Yeni Malatyaspor
A Yeni Malatya Spor Kulübü egy török sportegyesület Malatya városában.

## Sikerlista
- Török harmadosztály:
  - Bajnok (1): 2014–15

## Keret

### Jelenlegi játékosok
| #  |     | Poszt | Név                                           |
| -- | --- | ----- | --------------------------------------------- |
| 4  | TUR | V     | Gökhan Akkan                                  |
| 6  | BRA | KP    | Guilherme (kölcsönben a Benevento csapatától) |
| 7  | TUR | CS    | Ömer Şişmanoğlu                               |
| 8  | TUR | KP    | Murat Yıldırım                                |
| 9  | MAR | CS    | Khalid Boutaïb                                |
| 10 | TUR | KP    | Adem Büyük                                    |
| 11 | TUR | CS    | Eren Tozlu                                    |
| 16 | TUR | V     | Sadık Çiftpınar                               |
| 17 | FRA | KP    | Michaël Pereira                               |
| 18 | NGR | V     | Seth Sincere                                  |
| 19 | TUR | KP    | Ahmed Ildiz                                   |

| #  |     | Poszt | Név                |
| -- | --- | ----- | ------------------ |
| 20 | NED | KP    | Mitchell Donald    |
| 22 | SRB | KP    | Danijel Aleksic    |
| 25 | TUR | K     | Ertaç Özbir        |
| 27 | MAR | V     | Issam Chebake      |
| 28 | TUR | V     | Murat Akca         |
| 30 | BEN | K     | Fabien Farnolle    |
| 39 | TUR | KP    | Erkan Kaş          |
| 44 | ECU | V     | Arturo Mina        |
| 61 | TUR | KP    | Mustafa Eskihellaç |
| 70 | GHA | KP    | Sulley Muniru      |
| 77 | TUR | KP    | Rahman Çağıran     |
| 87 | SEN | CS    | Issiar Dia         |

### Kölcsönben szerepelnek
| #  |     | Poszt | Név                                      |
| -- | --- | ----- | ---------------------------------------- |
| 66 | TUR | K     | Emre Selen (a Van BBSK csapatánál)       |
|    | TUR | KP    | Fatih Aydın (a Kastamonuspor csapatánál) |